# BBC Brit
BBC Brit是一個付費娛樂電視頻道，主要播出紀實類娛樂節目。BBC Brit由BBC工作室所有並運營，在2015年開始播出，首個播出國家是波蘭。BBC Brit播出包括英國瘋狂汽車秀等節目。